# Горный (Ханты-Мансийский автономный округ)
Горный — посёлок в в Сургутском районе, Ханты-Мансийского автономного округа — Югры. Входит в состав сельского поселения Сытомино.

## Статистика населения
| 2010 |
| ---- |
| 164  |

## Климат
Климат резко континентальный, зима суровая, с сильными ветрами и метелями, продолжающаяся семь месяцев. Лето относительно тёплое, но быстротечное.